# Toborffy Zoltán
Toborffy Zoltán Béla Gyula Antal Károly (Budapest, 1882. március 31. – Budapest, Józsefváros, 1927. május 18.) magyar mineralógus, geológus, kémikus, egyetemi tanár.

## Életpályája
Szülei Toborffy Béla tanár és Mozer Mária voltak. Tanulmányait a budapesti tudományegyetmen végezte el. 1902-ben Krenner József professzor tanársegédje lett az ásványtani tanszéken. 1904-ben mineralógiából doktorrá avatták. 1907-ben középiskolai tanári oklevelet szerzett. 1912–1927 között főreáliskolai tanár Budapesten, a budapesti tudományegyetem magántanára. 1920-ban az Országos Középiskolai Tanárvizsgáló Bizottság tagja volt. 1923–1927 között a Természettudományi Társulat könyvtárosi tisztségét viselte. Halálát cukorbaj okozta. Felesége Telegdy Ilona volt.
Geológiailag a Kis-Kárpátok vidékét, Pozsony–Bazin környékét dolgozta fel, valamint az Inovec, Zobor, Tribecs gránittömegeit és ezek kontakt képződményeit ismertette.
Temetésére a Fiumei úti sírkertben került sor.

## Művei
- Epidot a Valdi Vinból (Budapest, 1905)
- A csillámok (Budapest, 1916)
- A kristályok keletkezése és eltűnése (Budapest, 1917)
- Az ózon ipari használata (1922)[5]
- Bevezetés a kémiába. Írta Wilhelm Ostwald (Fordította; Budapest, 1924)
- Ásványtan és kémia a gimnázium és reálgimnázium 4. osztálya számára (Budapest, 1926)
- Kémia. A reáliskola 4. osztálya részére (Budapest, 1926)
- Ásványtan és kémia a polgári fiúiskola számára (Budapest, 1927)

## Díjai
- Bugát-díj (1915)
- Szabó József-emlékérem